# Калоев, Владимир Юрьевич
Влади́мир Ю́рьевич Кало́ев (12 февраля 1973) — советский и российский футболист, играл на позициях полузащитника и нападающего.

## Карьера
В 1989 году был заявлен за орджоникидзевский «Спартак», выступавший в первой союзной лиге, однако в клубе задержаться ему не удалось и он перебрался в «Автодор». С 1993 по 1994 годы играл в клубе высшей лиги «Динамо» Ставрополь, но снова вернулся в «Автодор». Далее играл в баксанской «Автозапчасти», выступавшей во втором дивизионе. После чего выступал в «Иристоне». В 2000 году был заявлен за «Спартак» Нальчик, однако официальных матчей не провёл. В 2002 году вернулся в «Аланию», но сыграл лишь 2 матча в первенстве дублирующих команд. Профессиональную карьеру завершил в «Витязе» Крымск. В 2005 году в составе клуба «Юность» из Цхинвала стал чемпионом Осетии.